# Taiwan International Cello Festival
Das Taiwan International Cello Festival (TWICF) ist ein jährlich stattfindendes Musikfestival, das im Herbst in Taipeh, Kaohsiung und weiteren Städten Taiwans veranstaltet wird. Das Festival wurde von der schweizerisch-taiwanischen Cellistin Pi-Chin Chien gegründet und präsentiert internationale sowie taiwanische Cellisten mit einem breiten Repertoire an Musikstilen und Formaten.

## Entstehung
Das Taiwan International Cello Festival wird vom Verein «Swiss Music Night» in Taiwan durchgeführt. Diese kulturelle Initiative wurde 2013 von der Cellistin Pi-Chin Chien und ihrem Ehemann, dem Schweizer Komponisten Fabian Müller, in Zusammenarbeit mit dem Trade Office of Swiss Industries (TOSI) in Taipeh ins Leben gerufen. Ziel war es, den kulturellen Austausch zwischen der Schweiz und Taiwan zu fördern.
Im Jahr 2023, nach zehn erfolgreichen Jahren des musikalischen Austauschs zwischen Taiwan und der Schweiz, feierte der Verein Swiss Music Night sein 10-jähriges Bestehen mit einer Reihe von Konzerten. Dieses Jubiläum markierte gleichzeitig den Beginn eines neuen Kapitels: die Gründung des «Taiwan International Cello Festival» (TWICF).
Die erste Ausgabe des Festivals fand vom 9. bis 19. Oktober 2024 statt. Veranstaltungen wurden in der Recital Hall der  National Concert Hall in Taipeh sowie im  Nationalen Kunst- und Kulturzentrum Weiwuying in Kaohsiung durchgeführt. Das Programm umfasste Konzerte, Meisterkurse und Workshops in beiden Städten.

## Konzept
Jährlich treten internationale Gastkünstler gemeinsam mit führenden taiwanischen Cellistinnen und Cellisten auf. Gemeinsam erarbeiten sie Konzertprogramme mit Solowerken, Kammermusik sowie Ensembleauftritten. Während des Festivals finden sowohl in Taipeh als auch in Kaohsiung Meisterkurse statt, für die sich junge angehende Cellisten bewerben können. Alle Kurse und Workshops sind offen für das Publikum. Stilistisch geht das Festival auch über die klassische Musik hinaus – so war beispielsweise im Jahr 2024 der Jazz-Cellist Stephan Braun Teil des Programms.

## Künstler im Jahr 2024

### Cellisten
- Jens Peter Maintz (Deutschland)
- Christian Poltéra (Schweiz)
- Wen-Sinn Yang (Schweiz)
- Stephan Braun (Deutschland)
- Pi-Chin Chien (Schweiz/Taiwan)
- Simon Thompson (Taiwan)
- Ching-Tzy Ko (Taiwan)
- Chu-Chuan Liu (Taiwan)
- Victor Coo (Taiwan)

### Pianisten
- Lina Yeh (Taiwan)
- Tseng-Yi (Mike) Tseng (Taiwan)

### Orchester
- Academy of Taiwan Strings

## Künstlerische Leitung
Die künstlerische Leiterin und Gründerin des Taiwan International Cello Festival ist Pi-Chin Chien. Künstlerischer Co-Leiter ist der Schweizer Komponist Fabian Müller.